# 佐賀地方検察庁
佐賀地方検察庁（さがちほうけんさつちょう）は、佐賀県佐賀市にある日本の地方検察庁の一つで、佐賀県を管轄している。略称は、佐賀地検（さがちけん）。武雄・唐津に支部を置いている。

## 所在地
- 本庁 - 佐賀市中の小路5-25　北緯33度15分9.1秒 東経130度17分48.7秒 / 北緯33.252528度 東経130.296861度
JR長崎線, 唐津線 佐賀駅から徒歩25分
佐賀市営バス・昭和バス「中の小路」バス停から徒歩5分
佐賀市営バス・昭和バス「県庁前」バス停から徒歩5分
佐賀市営バス・昭和バス「辻の堂」バス停から徒歩7分
- 武雄支部 - 武雄市武雄町大字武雄5662-1　北緯33度11分32.2秒 東経130度0分45.7秒 / 北緯33.192278度 東経130.012694度
JR佐世保線 武雄温泉駅から徒歩25分
JR九州バス「竹下町」バス停から徒歩2分
- 唐津支部 - 唐津市大名小路1-14　北緯33度27分1.7秒 東経129度58分14.9秒 / 北緯33.450472度 東経129.970806度
JR唐津線, 筑肥線 唐津駅から徒歩11分
「唐津バスセンター」から徒歩3分

## 管轄
- 本庁
  - 佐賀区検察庁（佐賀市・多久市・小城市・神埼市・神埼郡）
  - 鳥栖区検察庁（鳥栖市・三養基郡）
- 武雄支部
  - 武雄区検察庁（武雄市・杵島郡（大町町））
  - 鹿島区検察庁（鹿島市・嬉野市・藤津郡・杵島郡（江北町・白石町））
  - 伊万里区検察庁（伊万里市・西松浦郡）
- 唐津支部
  - 唐津区検察庁（唐津市・東松浦郡）